# Cầu diệp chuỗi
Cầu diệp chuỗi (danh pháp hai phần: Bulbophyllum moniliforme) là một loài phong lan thuộc chi Bulbophyllum. Loài này phân bố từ Assam (Ấn Độ) đến Đông Nam Á lục địa.